# Dracaena griffithii
Dracaena griffithii är en sparrisväxtart som beskrevs av Eduard August von Regel. Dracaena griffithii ingår i släktet dracenor, och familjen sparrisväxter. Inga underarter finns listade i Catalogue of Life.